# دابل آدوبی (آریزونا)
دابل آدوبی (به انگلیسی: Double Adobe) یک منطقهٔ مسکونی در ایالات متحده آمریکا است که در آریزونا واقع شده‌است. دابل آدوبی ۱٬۲۲۲ متر بالاتر از سطح دریا واقع شده‌است.